# Thiago Luciano
Thiago Luciano (Campinas, 13 de janeiro de 1980) é um ator, diretor de teatro, cineasta e roteirista brasileiro.

## Carreira
Participou do "1º Programa Globosat de Roteiristas", onde estudou com Robert Mackee, Marta Kauffman (criadora do seriado Friends) e Anthony Zuiker (criador do seriado CSI). Dirigiu os curtas-metragens "Inocente" (2009), que fez parte da Seleção Oficial do Los Angeles Latino International Film Festival, "Essa não é a historia de Gregor Samsa" (2010), com Herbert Bianchi, filme premiado no "21º Festival Internacional de Curtas de São Paulo" e "Café Turco" (2011), premiado pelo júri popular como melhor curta-metragem no "Festival de Paulínia" e no "Festival Iberoamericano de cinema de Sergipe", além de ter sido selecionado entre os 20 melhores curtas-metragens de 2012, pelo Festival Yourfilmfestival, promovido pelo Youtube. É autor do texto teatral ainda inédito "Escove os Dentes Após o Beijo" e roteirista do seriado de TV "Meu amigo encosto" com estreia prevista para o segundo semestre de 2013. Thiago Luciano também escreveu e dirigiu o longa-metragem Um Dia de Ontem, com Caco Ciocler.

## Filmografia

### Cinema
| Ano  | Título                              | Personagem | Notas          |
| ---- | ----------------------------------- | ---------- | -------------- |
| 2009 | Inocente                            | —          | Curta-metragem |
| 2009 | Um dia de Ontem                     | Breno      |                |
| 2018 | Fica Mais Escuro Antes do Amanhecer | Ivan       |                |

Parte Técnica
| Ano  | Título                                | Diretor | Roteirista | Produtor | Editor |
| ---- | ------------------------------------- | ------- | ---------- | -------- | ------ |
| 2009 | Inocente                              | Sim     | Não        | Sim      | Não    |
| 2009 | Um Dia de Ontem                       | Sim     | Sim        | Sim      | Não    |
| 2010 | Essa Não é a História de Gregor Samsa | Sim     | Sim        | Sim      | Sim    |
| 2011 | Café Turco                            | Sim     | Sim        | Não      | Não    |
| 2018 | Fica Mais Escuro Antes do Amanhecer   | Sim     | Sim        | Não      | Não    |
| 2022 | O Segundo Homem                       | Sim     | Sim        | Não      | Não    |

### Televisão
| Ano  | Título           | Personagem |
| ---- | ---------------- | ---------- |
| 2005 | Alma Gêmea       | Ivan       |
| 2006 | O Profeta        | Paulito    |
| 2008 | Ciranda de Pedra | Janjão     |
| 2011 | Morde & Assopra  | Everton    |